# Giulia Boschi
Giulia Boschi (* 17. Dezember 1962 in Rom) ist eine italienische Schauspielerin, Physiotherapeutin und Autorin.

## Leben
Boschi, Tochter der Fernsehansagerin Aba Cercato, der sie sehr ähnlich sieht, sammelte ab 1980 für zwei Spielzeiten Bühnenerfahrung im Ensemble um Giancarlo Sbragia-Giovanna Ralli und danach in der Theaterfassung von Ettore Scolas Ein besonderer Tag. Im Kino debütierte sie 1984 in Pianoforte von Francesca Comencini und spielte dann in zahlreichen Werken, darunter einigen überdurchschnittlichen, wie Carlo Mazzacuratis Notte italiana aus dem Jahr 1987, in dem sie ihre ruhige, präzise Diktion einsetzen konnte. Mit Beginn der 1990er Jahre wurden die Angebote rarer, schließlich, nach einigen Fernsehrollen wie der Soap Passioni, verließ Boschi im neuen Jahrtausend die Branche.
Seit 1991 in Orientalischen Sprachen und seit 1993 in Chinesischer Medizin diplomiert, widmete sich Boschi nach ihrer Schauspielkarriere der Tradition dieser östlichen Heilkunst und Sinologie, dozierte und veröffentlichte hierzu auch.
Boschi erhielt für ihr Debüt ein Silbernes Band als beste Neuentdeckung; 1988 folgte ein „Premio Globo d'oro“ für Notte italiana.

## Filmografie (Auswahl)
- 1984: Pianoforte
- 1987: Der Sizilianer
- 1988: Chocolat – Verbotene Sehnsucht (Chocolat)
- 1987: Die Nacht kennt keine Zeugen (Notte italiana)
- 1990: Eine Mutter (Atto di dolore)
- 2001: Una sola debole voce 2 (Fernsehfilm)